# Munroe Bergdorf
Munroe Bergdorf (née Beaumont; Stansted Mountfitchet, 11 september 1987) is een Brits model, presentatrice, auteur en activist. 
Bergdorf was het eerste transgender model voor L'Oréal in het Verenigd Koninkrijk, maar werd ontslagen toen er controverse ontstond over opmerkingen die ze had gemaakt over racisme onder witte mensen. In 2018 diende ze kort als lhbt-adviseur voor de Labour Party en hetzelfde jaar werd ze op de Cosmopolitan Awards genoemd als changemaker of the year. In 2019 ontving ze een eredoctoraat van de Universiteit van Brighton en werd ze pleitbezorger voor de #DrawALine-campagne van UN Women UK tegen genitale verminking.
Ze schreef twee boeken, Transitional (2023) en Talk to Me (2025). Bergdorf presenteert het programma Queerpiphany op MTV UK, is gastvrouw van de podcast The Way We Are en bracht in 2025 de documentaire Love & Rage uit.
- Library of Congress Control Number: no2021097191
- Virtual International Authority File: 22162982426586060056